# 卡罗 (莫尔比昂省)
卡罗（法語：Caro，法語發音：[kaʁo]）是法国莫尔比昂省的一个市镇，属于瓦讷区。

## 地理
卡罗（47°51'51"N, 2°19'9"W）面积37.74 平方千米，位于法国布列塔尼大區莫尔比昂省，该省份为法国西北部沿海省份，位于布列塔尼半岛南部，北起阿摩尔滨海省、西接菲尼斯泰尔省，南濒大西洋，东南接大西洋卢瓦尔省，东临伊勒-维莱讷省。
与卡罗接壤的市镇（或旧市镇、城区）包括：欧冈、雷米尼亚克、吕菲亚克、米西里亚克、圣马塞尔、圣亚伯拉罕、普洛埃梅勒、瓦勒杜斯特。

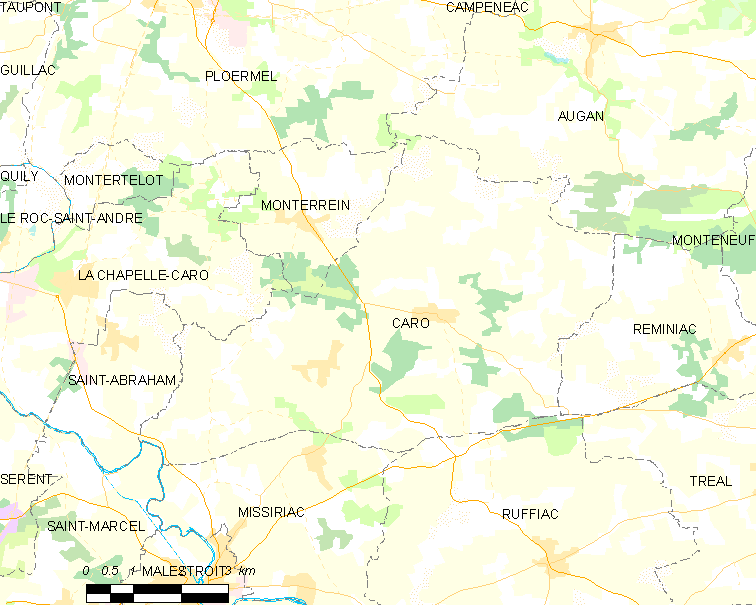
的OSM定位图

卡罗的时区为UTC+01:00、UTC+02:00（夏令时）。

## 行政
卡罗的邮政编码为56140，INSEE市镇编码为56035。

## 政治
卡罗所属的省级选区为莫雷阿克县。

## 人口

1962-2008年间人口变化图示

卡罗于2022年1月1日时的人口数量为1132人。